# Hyla eximia
Hyla eximia är en groddjursart som beskrevs av Baird 1854. Hyla eximia ingår i släktet Hyla och familjen lövgrodor. IUCN kategoriserar arten globalt som livskraftig. Inga underarter finns listade i Catalogue of Life.